# Aepinus (kráter)
Aepinus je malý měsíční impaktní kráter, který leží poblíž severního pólu Měsíce. Na jihovýchodě je výrazný kráter Hermite.